# Camillo Boldoni
Pour les articles homonymes, voir Boldoni.
Camillo Boldoni (né le 15 novembre 1815 à Barletta et mort le 3 janvier 1898 à Naples) est un patriote et officier italien.

## Biographie
Camillo Boldoni est le fils de Michele Boldoni, originaire de Brescia, et de Berenice Starace, fille du capitaine muratien Giuseppe Starace. Il étudie de 1826 à 1835 à l'École militaire Nunziatella de Naples dont il sort avec le grade d'enseigne de l'artillerie napolitaine.
Dans les années 1840, il se marie et a une fille nommée Giuseppina Boldoni.
Participant aux émeutes du Printemps des Peuples de 1848, pendant la Première guerre d'indépendance italienne, il fait partie des officiers envoyés par le roi Ferdinand II des Deux-Siciles à la suite de la déclaration de guerre de l'Autriche.
Après un retournement d'alliance, le roi Ferdinand décide le 29 avril 1848 de faire revenir ses troupes mais certains officiers dont Boldoni ainsi que Girolamo Calà Ulloa, Enrico Cosenz et le général Guglielmo Pepe refusent de se soumettre aux ordres royaux.
La bataille de Custoza a lieu du 23 au 27 juillet. Pendant celle-ci, les révoltés napolitains combattent aux côtés du royaume de Sardaigne et contre l'Autriche. Ils perdent finalement la bataille et doivent se retirer dans la ville de Venise assiégée. Pendant les 16 mois où ils sont confinés à l'intérieur de la cité, Camillo Boldoni dirige l'artillerie de la ville et commande 120 hommes.
Le 28 octobre, il chasse les Autrichiens du village de Mestre, expansion de la cité de Venise sur la terre ferme. En août, après avoir récupéré de la nourriture ennemie pour nourrir les habitants vénitiens affamés, Boldoni reçoit le grade de colonel.
À la fin de la guerre, Boldoni ne peut retourner dans le royaume des Deux-Siciles et il s'exile dans le Piémont puis à Gênes. Il y vit pendant dix ans au côté d'Enrico Cosenz et du révolutionnaire Carlo Pisacane.